# Gongxian-Grotten

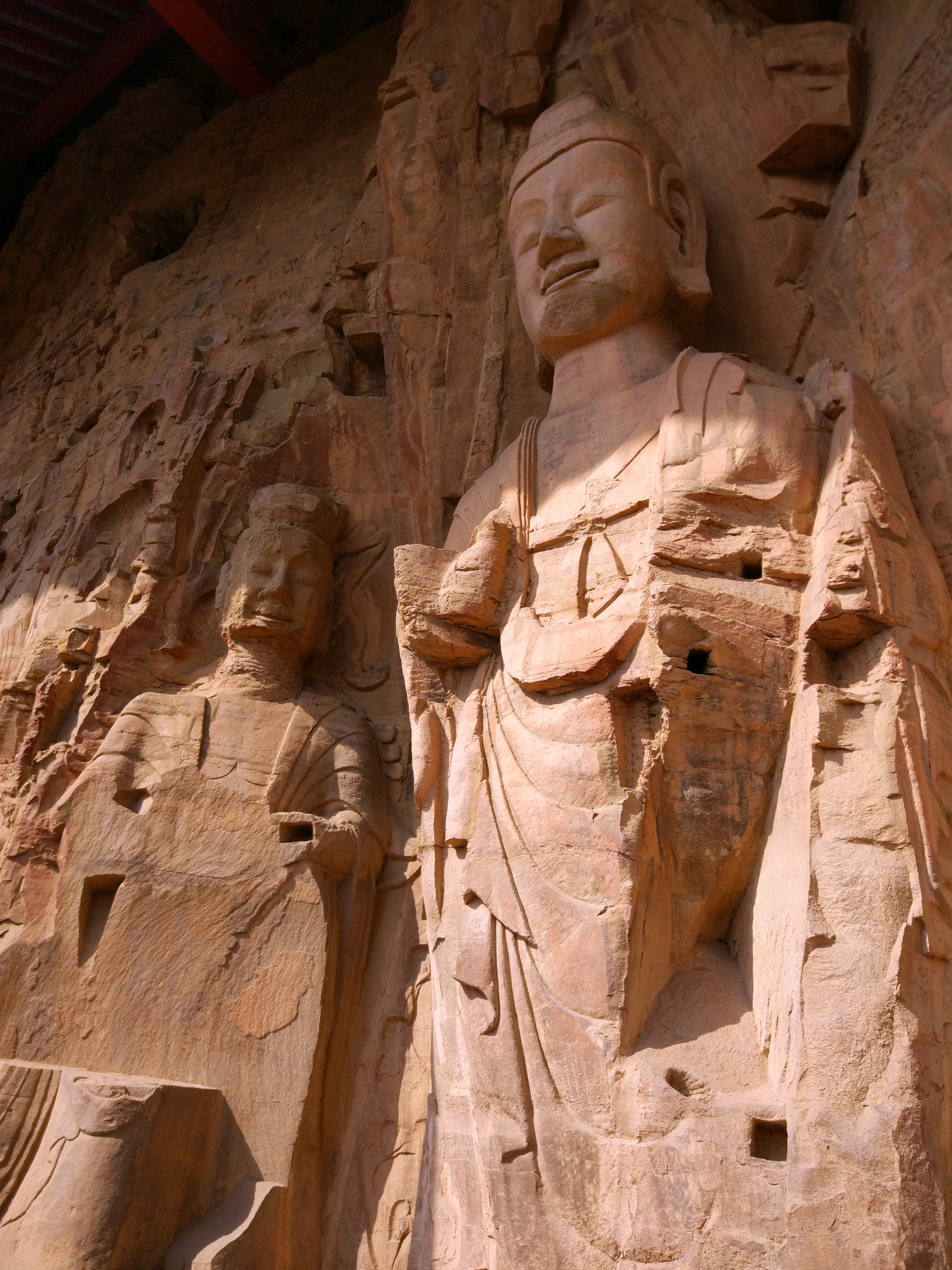
Steinhöhlenkloster von Gongxian

Die Gongxian-Grotten (chinesisch 鞏縣石窟 / 巩县石窟, Pinyin Gǒngxiàn shíkū, englisch Gongxian Grottoes, Gongxian Cave Temple) sind ein Komplex von buddhistischen Höhlentempeln in der Stadt Gongyi chinesisch 巩义, Pinyin Gǒngyì (früher: Gong xian chinesisch 巩县, Pinyin Gǒngxiàn „Kreis Gong“), Provinz Henan, China. Er befindet sich 7,5 Kilometer nordöstlich von Gongxian am Nordufer des Südlichen Luo He (洛河). 
Die Gongxian-Grotten sind auch unter dem Namen Jingtu-Kloster (净土寺,  Jìngtǔ sì – „Reines-Land-Kloster“) bekannt. 
Es handelt sich um fünf buddhistische Grotten aus der Zeit Nördlichen Wei-Dynastie, der Zeit der Östlichen Wei- und der Tang-Dynastie.
Die ersten Höhlen stammen vom Anfang des 6. Jahrhunderts. Die unteren Bereiche waren mit Sand und Schlamm des Flusses überflutet worden und wurden in neuerer Zeit restauriert. Es gibt drei große Felsstatuen (moya daxiang 摩崖大像), eine Tausend-Buddha-Nische (Qianfokan 千佛龛) sowie 238 Felsnischen mit einer Vielzahl von Skulpturen (moya zaoyiang kan 崖摩造像龛).
Die künstlerische Qualität der Bildhauerarbeiten reicht an die der Longmen-Grotten nicht heran, die Figuren sind von robusterer Natur, weisen aber eine große darstellerische Vielfalt auf: es gibt Musiker, Tänzer und kaiserliche Prozessionen, sogar ein Figurenpaar mit Kaninchen- und Affenköpfen unter den sitzenden Buddhas. 
Die Höhlen haben eine zentrale Säule, um die die Betenden wandelten. 
Die Höhlentempel stehen seit 1982 auf der Denkmalliste der Volksrepublik China in Henan (2-11).